# Prosperous
Prosperous é o segundo álbum do músico folk irlandês Christy Moore, lançado em 1972. Seu primeiro álbum, Paddy On The Road foi gravado pela Dominic Behan em 1969 e há muito tempo está fora de circulação. Além da guitarra de Moore e voz, Prosperous tem a participação de Andy Irvine (bandolim, harmonica), Liam Óg O'Flynn (uilleann pipes, flauta irlandesa), e Donal Lunny (guitarra, bouzouki). Esses quatro músicos mais tarde deram a si mesmos o nome de Planxty, fazendo desse álbum o primeiro álbum de Planxty de todos. Outros músicos incluem Kevin Conneff (depois de The Chieftains) no bodhrán, Clive Collins no violino, e Dave Bland no acordeão. O álbum tem esse nome por causa da cidade de Prosperous, Condado de Kildare, onde foi gravado pelo produtor Bill Leader.

## Faixas

### Lado 1
1. "The Raggle Taggle Gipsies"/"Tabhair Dom Do Lámh" (tradicional)
2. "The Dark Eyed Sailor" (tradicional)
3. "I Wish I Was in England" (Christy Moore)
4. "Lock Hospital" (tradicional)
5. "James Connolly" (Patrick Glavin)
6. "The Hackler From Grouse Hall" (tradicional)

### Lado 2
1. "Tribute to Woody" (Bob Dylan)
2. "The Ludlow Massacre" (Woody Guthrie)
3. "A Letter to Syracuse" (Dave Cartwright, Bill Caddick)
4. "Spancill Hill" (tradicional)
5. "The Cliffs of Dooneen" (tradicional)
6. "Rambling Robin" (tradicional)